# Elecciones parciales de Singapur de 1977
Las elecciones parciales de Singapur de 1977 tuvieron lugar el 14 de mayo y el 23 de julio del mencionado año con el objetivo de cubrir los escaños vacantes de Radin Mas y Bukit Merah, después de los fallecimientos de sus ocupantes N. Govindasamy y Lim Guan Hoo, ambos del gobernante y hegemónico Partido de Acción Popular (PAP), que en ese momento controlaba todos los escaños del Parlamento. Govindasamy falleció el 14 de febrero de 1977, mientras que Lim sufrió un derrame el día anterior (13 de febrero) y su escaño no fue declarado formalmente vacante hasta el 30 de junio.
Debido a un acuerdo de cooperación entre los partidos de la oposición, que había regido para las elecciones generales del año anterior, en ambos casos se resolvió intentar que un único candidato contra el PAP. J. B. Jeyaretnam, del Partido de los Trabajadores (WP) disputó Radin Mas, mientras que Lee Siew Choh, del Frente Socialista (BS) disputó Bukit Merah. El depósito electoral se fijó en 1200 dólares.
Los candidatos del PAP (Bernard Chin Tien Lap y Lim Chee Onn respectivamente) obtuvieron una fácil victoria en ambos distritos con más del 70 % de los votos. Sin embargo, tanto Jeyaretnam como Lee consiguieron un porcentaje lo suficientemente alto como para conservar sus depósitos. La participación fue del 95,72 % del electorado registrado contando ambas votaciones juntas.

## Resultados
|  | 70.59 % |

|  | 29.41 % |

|  | 98.04 % |

|  | 1.96 % |

|  | 72.21 % |

|  | 27.79 % |

|  | 97.67 % |

|  | 2.33 % |